# Sociální demokraté (Dánsko)
Sociální demokraté (dánsky Socialdemokraterne či Socialdemokratiet) je středolevicová politická strana v Dánsku.

## Historie
Založena byla v roce 1871, do parlamentu se poprvé dostala v roce 1884. V letech 1924 až 2001 byla nejsilnější dánskou politickou silou, poté nejsilnější stranou v opozici. V roce 2011 zvítězila ve volbách a převzala opět vládní moc v čele s první dánskou premiérkou Helle Thorningovou-Schmidtovou. Po volbách v roce 2015 si sice udržela své postavení nejsilnější strany, nicméně vzhledem k tomu, že většinu získal blok pravicových stran, dostali se sociální demokraté do opozice.

## Programová východiska
Strana sice rezignovala na prosazování silného sociálního státu, nicméně se jej snaží udržet alespoň v reformované podobě. V současné době podporuje tržní hospodářství v podmínkách smíšené ekonomiky a přejala také některé „zelené“ prvky. Dánští sociální demokraté se profilují jako proevropská strana a prosadila vstup země do evropských struktur v roce 1973.
Voličstvo strany se rekrutuje především z řad dělníků a dále také státních zaměstnanců a humanitní inteligence.